# 黃元勳
黃元勳（1560年—？年），字宗甫，號明宇，直隸蘇州府太倉州（今江蘇太倉市）人。明朝政治人物，萬曆己丑進士。

## 生平
萬曆十三年（1585年）乙酉科應天府鄉試舉人，十七年（1589年）己丑科三甲五十八名進士。都察院觀政。六月授浙江慈溪县知县，二十五年降補判官，二十六年升偃師知县，二十八年丁憂，三十一年補固始知县，三十四年升南京刑部山西司主事，三十五年升郎中，四十年升平樂知府，四十一年補浙江衢州知府，四十四年升廣西按察司副使，四十八年官至陝西參政，考察去職。

## 家族
曾祖黄恩。祖父黄藎。父黄縉。
有子黃翼聖。